# Thesium radicans
Thesium radicans är en sandelträdsväxtart som beskrevs av Ferdinand von Hochstetter. Thesium radicans ingår i släktet spindelörter, och familjen sandelträdsväxter. Inga underarter finns listade i Catalogue of Life.